# Copa de Islas Feroe 2017
La Copa de Islas Feroe 2017 fue la sexagésima tercera —63.°—  edición de la Copa de Islas Feroe. El torneo empezó el 1 de abril con los partidos de la Primera ronda y terminó el 26 de agosto con la final en Gundadalur (Tórshavn) donde NSÍ Runavík se coronó campeón y así consiguió su tercer título y el primero después de 15 años.

## Sistema de competición
El torneo estuvo integrado por cuatro rondas, las cuales se jugaron por eliminación directa a un solo partido, excepto las semifinales que contaron con partidos de ida y vuelta. El campeón jugó la Supercopa de Islas Feroe 2018 contra el campeón de la Primera División de Islas Feroe 2017.

### Clasificación a torneos internacionales
El campeón se clasificó para la primera ronda de la Liga Europa 2017-18.

## Equipos participantes
En el torneo participaron 16 equipos, 10 de la Primera División de Islas Feroe 2017, 3 de la 1. deild 2017, 1 de la 2. deild 2017 y 2 equipos  de la 3. deild 2017.  Todos los participantes empezarán en la Primera ronda —Octavos de final—.
| Primera división de Islas Feroe 2017 (1) | 1. deild 2017 (2) | 2. deild 2017 (3) | 3. deild 2017 (4) |
| ---------------------------------------- | ----------------- | ----------------- | ----------------- |
| 07 Vestur                                | AB Argir          | B71 Sandoy        | MB Miðvágur       |
| B36 Tórshavn                             | B68 Toftir        |                   | Undrið Tórshavn   |
| EB/Streymur                              | Giza Hoyvík       |                   |                   |
| HB Tórshavn                              |                   |                   |                   |
| ÍF Fuglafjørður                          |                   |                   |                   |
| KÍ Klaksvík                              |                   |                   |                   |
| NSÍ Runavík                              |                   |                   |                   |
| Skála ÍF                                 |                   |                   |                   |
| Suðuroyarliðið                           |                   |                   |                   |
| Víkingur Gøta                            |                   |                   |                   |

## Desarrollo
|  | Primera ronda      | Primera ronda  |                |                    | Cuartos de final | Cuartos de final |  |              | Semifinales     | Semifinales     | Semifinales     |  |              | Final        | Final        |  |
|  | 1 y 2 de abril     | 1 y 2 de abril |                |                    | 13 de abril      | 13 de abril      |  |              | 10 y 25 de mayo | 10 y 25 de mayo | 10 y 25 de mayo |  |              | 26 de agosto | 26 de agosto |  |
|  |                    |                |                |                    |                  |                  |  |              |                 |                 |                 |  |              |              |              |  |
|  |                    |                |                |                    |                  |                  |  |              |                 |                 |                 |  |              |              |              |  |
|  | B36 Tórshavn       | 6              |                |                    |                  |                  |  |              |                 |                 |                 |  |              |              |              |  |
|  | B36 Tórshavn       | 6              |                |                    |                  |                  |  |              |                 |                 |                 |  |              |              |              |  |
|  | B71 Sandoy         | 0              |                |                    |                  |                  |  |              |                 |                 |                 |  |              |              |              |  |
|  | B71 Sandoy         | 0              |                | B36 Tórshavn       | 1                |                  |  |              |                 |                 |                 |  |              |              |              |  |
|  |                    |                |                | B36 Tórshavn       | 1                |                  |  |              |                 |                 |                 |  |              |              |              |  |
|  |                    |                | Víkingur Gøta  | 0                  |                  |                  |  |              |                 |                 |                 |  |              |              |              |  |
|  | B68 Toftir         | 1              | Víkingur Gøta  | 0                  |                  |                  |  |              |                 |                 |                 |  |              |              |              |  |
|  | B68 Toftir         | 1              |                |                    |                  |                  |  |              |                 |                 |                 |  |              |              |              |  |
|  | Víkingur Gøta      | 6              |                |                    |                  |                  |  |              |                 |                 |                 |  |              |              |              |  |
|  | Víkingur Gøta      | 6              |                |                    |                  |                  |  | B36 Tórshavn | 1               | 3               |                 |  |              |              |              |  |
|  |                    |                |                |                    |                  |                  |  | B36 Tórshavn | 1               | 3               |                 |  |              |              |              |  |
|  |                    |                | HB Tórshavn    | 1                  | 2                |                  |  |              |                 |                 |                 |  |              |              |              |  |
|  | HB Tórshavn        | 18             | HB Tórshavn    | 1                  | 2                |                  |  |              |                 |                 |                 |  |              |              |              |  |
|  | HB Tórshavn        | 18             |                |                    |                  |                  |  |              |                 |                 |                 |  |              |              |              |  |
|  | MB Miðvágur        | 0              |                |                    |                  |                  |  |              |                 |                 |                 |  |              |              |              |  |
|  | MB Miðvágur        | 0              |                | HB Tórshavn        | 2                |                  |  |              |                 |                 |                 |  |              |              |              |  |
|  |                    |                |                | HB Tórshavn        | 2                |                  |  |              |                 |                 |                 |  |              |              |              |  |
|  |                    |                | EB/Streymur    | 1                  |                  |                  |  |              |                 |                 |                 |  |              |              |              |  |
|  | EB/Streymur (pen.) | 1 (7)          | EB/Streymur    | 1                  |                  |                  |  |              |                 |                 |                 |  |              |              |              |  |
|  | EB/Streymur (pen.) | 1 (7)          |                |                    |                  |                  |  |              |                 |                 |                 |  |              |              |              |  |
|  | Skála ÍF           | 1 (6)          |                |                    |                  |                  |  |              |                 |                 |                 |  |              |              |              |  |
|  | Skála ÍF           | 1 (6)          |                |                    |                  |                  |  |              |                 |                 |                 |  | B36 Tórshavn | 0            |              |  |
|  |                    |                |                |                    |                  |                  |  |              |                 |                 |                 |  | B36 Tórshavn | 0            |              |  |
|  |                    |                | NSÍ Runavík    | 1                  |                  |                  |  |              |                 |                 |                 |  |              |              |              |  |
|  | 07 Vestur          | 0              | NSÍ Runavík    | 1                  |                  |                  |  |              |                 |                 |                 |  |              |              |              |  |
|  | 07 Vestur          | 0              |                |                    |                  |                  |  |              |                 |                 |                 |  |              |              |              |  |
|  | NSÍ Runavík        | 4              |                |                    |                  |                  |  |              |                 |                 |                 |  |              |              |              |  |
|  | NSÍ Runavík        | 4              |                | NSÍ Runavík (pró.) | 3                |                  |  |              |                 |                 |                 |  |              |              |              |  |
|  |                    |                |                | NSÍ Runavík (pró.) | 3                |                  |  |              |                 |                 |                 |  |              |              |              |  |
|  |                    |                | Suðuroyarliðið | 2                  |                  |                  |  |              |                 |                 |                 |  |              |              |              |  |
|  | AB Argir           | 0              | Suðuroyarliðið | 2                  |                  |                  |  |              |                 |                 |                 |  |              |              |              |  |
|  | AB Argir           | 0              |                |                    |                  |                  |  |              |                 |                 |                 |  |              |              |              |  |
|  | Suðuroyarliðið     | 1              |                |                    |                  |                  |  |              |                 |                 |                 |  |              |              |              |  |
|  | Suðuroyarliðið     | 1              |                |                    |                  |                  |  | NSÍ Runavík  | 2               | 3               |                 |  |              |              |              |  |
|  |                    |                |                |                    |                  |                  |  | NSÍ Runavík  | 2               | 3               |                 |  |              |              |              |  |
|  |                    |                | KÍ Klaksvík    | 2                  | 0                |                  |  |              |                 |                 |                 |  |              |              |              |  |
|  | ÍF Fuglafjørður    | 4              | KÍ Klaksvík    | 2                  | 0                |                  |  |              |                 |                 |                 |  |              |              |              |  |
|  | ÍF Fuglafjørður    | 4              |                |                    |                  |                  |  |              |                 |                 |                 |  |              |              |              |  |
|  | Giza Hoyvík        | 1              |                |                    |                  |                  |  |              |                 |                 |                 |  |              |              |              |  |
|  | Giza Hoyvík        | 1              |                | ÍF Fuglafjørður    | 0                |                  |  |              |                 |                 |                 |  |              |              |              |  |
|  |                    |                |                | ÍF Fuglafjørður    | 0                |                  |  |              |                 |                 |                 |  |              |              |              |  |
|  |                    |                | KÍ Klaksvík    | 2                  |                  |                  |  |              |                 |                 |                 |  |              |              |              |  |
|  | Undrið Tórshavn    | 0              | KÍ Klaksvík    | 2                  |                  |                  |  |              |                 |                 |                 |  |              |              |              |  |
|  | Undrið Tórshavn    | 0              |                |                    |                  |                  |  |              |                 |                 |                 |  |              |              |              |  |
|  | KÍ Klaksvík        | 4              |                |                    |                  |                  |  |              |                 |                 |                 |  |              |              |              |  |
|  | KÍ Klaksvík        | 4              |                |                    |                  |                  |  |              |                 |                 |                 |  |              |              |              |  |
|  |                    |                |                |                    |                  |                  |  |              |                 |                 |                 |  |              |              |              |  |

### Primera ronda
Los partidos de la primera ronda se jugaron los días 1 y 2 de abril de 2017.
| Local               | Resultado          | Visitante          | Fecha              | Estadio       |
| ------------------- | ------------------ | ------------------ | ------------------ | ------------- |
| B36 Tórshavn (1)    | 6 − 0              | B71 Sandoy (3)     | 1 de abril de 2017 | Gundadalur.   |
| Undrið Tórshavn (4) | 0 − 4              | KÍ Klaksvík (1)    | 1 de abril de 2017 | Gundadalur.   |
| B68 Toftir (2)      | 1 − 6              | Víkingur Gøta (1)  | 2 de abril de 2017 | Svangaskarð.  |
| HB Tórshavn (1)     | 18 − 0             | MB Miðvágur (4)    | 2 de abril de 2017 | Gundadalur.   |
| EB/Streymur (1)     | 1 − 1 (7 − 6 pen.) | Skála ÍF (1)       | 2 de abril de 2017 | Við Margáir.  |
| AB Argir (2)        | 0 − 1              | Suðuroyarliðið (1) | 2 de abril de 2017 | Skansi Arena. |
| ÍF Fuglafjørður (1) | 4 − 1              | Giza Hoyvík (2)    | 2 de abril de 2017 | Á Fløtugerði. |
| 07 Vestur (1)       | 0 − 4              | NSÍ Runavík (1)    | 2 de abril de 2017 | Á Dungasandi. |

### Cuartos de final
Los partidos de cuartos de final se jugaron el 13 de abril de 2017.
| Local               | Resultado    | Visitante          | Fecha               | Estadio       |
| ------------------- | ------------ | ------------------ | ------------------- | ------------- |
| NSÍ Runavík (1)     | 3 − 2 (pró.) | Suðuroyarliðið (1) | 13 de abril de 2017 | Við Løkin.    |
| B36 Tórshavn (1)    | 1 − 0        | Víkingur Gøta (1)  | 13 de abril de 2017 | Gundadalur.   |
| ÍF Fuglafjørður (1) | 0 − 2        | KÍ Klaksvík (1)    | 13 de abril de 2017 | Á Fløtugerði. |
| HB Tórshavn (1)     | 2 − 1        | EB/Streymur (1)    | 13 de abril de 2017 | Gundadalur.   |

### Semifinales
Los partidos de ida de las semifinales se jugaron el 10 de mayo, mientras que los partidos de vuelta se jugaron el 25 de mayo de 2017.
| Fecha              | Local           | Resultado    | Visitante        | Estadio         |
| ------------------ | --------------- | ------------ | ---------------- | --------------- |
|                    | NSÍ Runavík (1) | 5 − 2        | KÍ Klaksvík (1)  |                 |
| 10 de mayo de 2017 | Kí Klaksvík     | 2 − 2        | NSÍ Runavík      | Injector Arena. |
| 25 de mayo de 2017 | NSÍ Runavík     | 3 − 0        | Kí Klaksvík      | Við Løkin.      |
|                    | HB Tórshavn (1) | 3 − 4        | B36 Tórshavn (1) |                 |
| 10 de mayo de 2017 | B36 Tórshavn    | 1 − 1        | HB Tórshavn      | Gundadalur.     |
| 25 de mayo de 2017 | HB Tórshavn     | 2 − 3 (pró.) | B36 Tórshavn     | Gundadalur.     |

### Final
La final se jugó el 26 de agosto de 2017 en el complejo deportivo  Gundadalur de Tórshavn.
| Local            | Resultado | Visitante       | Fecha                | Estadio     |
| ---------------- | --------- | --------------- | -------------------- | ----------- |
| B36 Tórshavn (1) | 0 − 1     | NSÍ Runavík (1) | 26 de agosto de 2017 | Gundadalur. |

## Goleadores
- Actualizado al fín de la competición el 26 de marzo de 2018

| Pos. | Jugador           | Equipo | Goles |
| ---- | ----------------- | ------ | ----- |
| 1    | Daniel Pedersen   | HB     | 7     |
| 2    | Klæmint Olsen     | NSÍ    | 5     |
|      | Róaldur Jakobsen  | B36    | 5     |
| 4    | Páll Klettskarð   | KÍ     | 4     |
|      | Símun Samuelsen   | HB     | 4     |
| 6    | Patrik Johannesen | B36    | 3     |